# Aloe 'Jaws'
Aloe 'Jaws' é uma espécie de liliopsida do gênero Aloe, pertencente à família Asphodelaceae.